# Arcisate
Arcisate es un municipio italiano de la provincia de Varese, región de Lombardía, con 9.853 habitantes.

## Evolución demográfica
| Gráfica de evolución demográfica de Arcisate entre 1861 y 2001 |
|                                                                |
| Fuente ISTAT - elaboración gráfica de Wikipedia                |